# さつき野駅

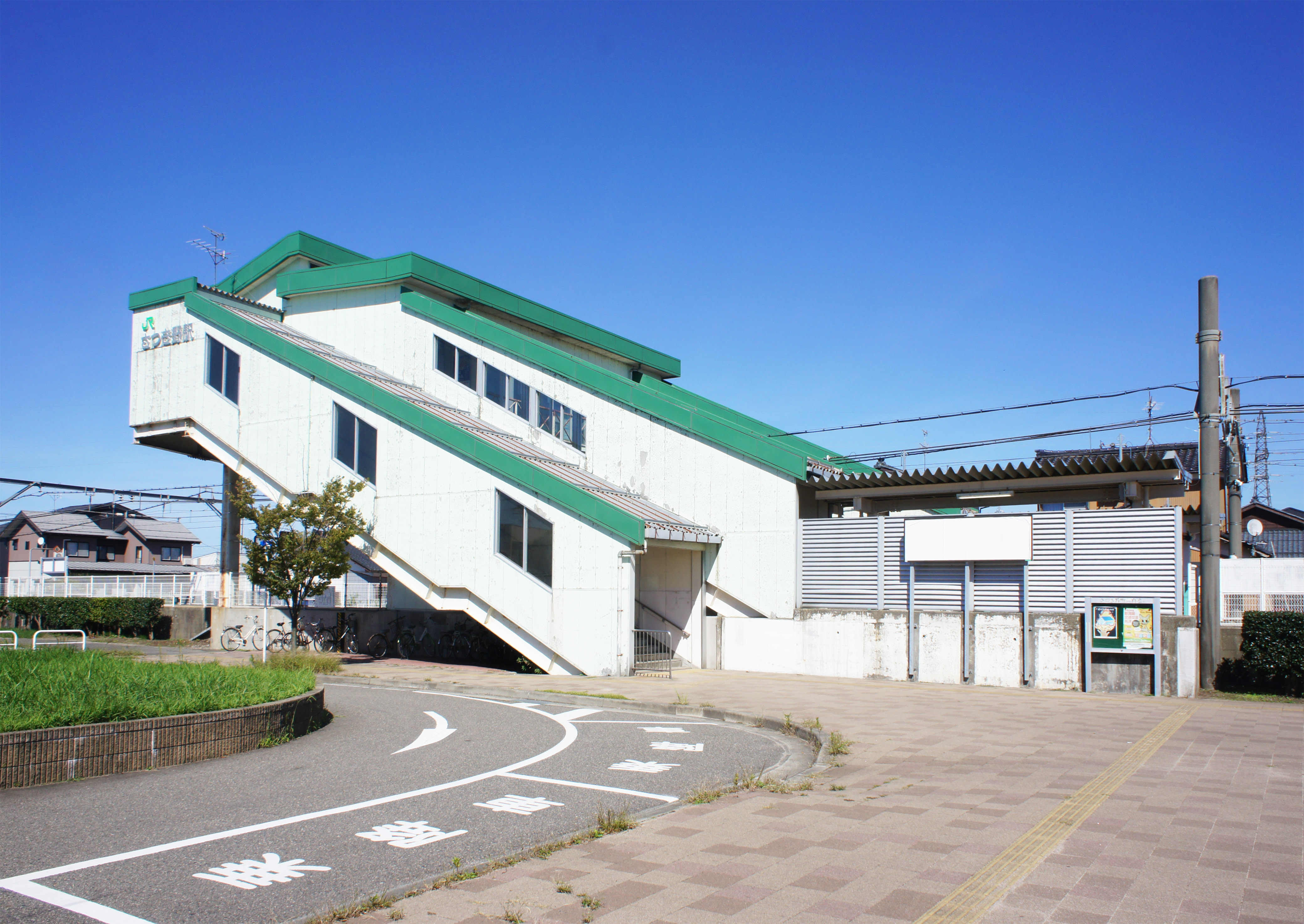
西口（2021年9月）

さつき野駅（さつきのえき）は、新潟県新潟市秋葉区さつき野一丁目にある、東日本旅客鉄道（JR東日本）信越本線の駅である。

## 歴史
- 1991年（平成3年）3月16日：開業[1][2]。
- 2005年（平成17年）3月1日：自動改札機導入。
- 2006年（平成18年）1月21日：ICカード「Suica」の利用が可能となる[3]。

### 駅設置までの経緯
駅の設置にあたっては新津市北上地区で整備が進められていた宅地整備の一環で請願駅として整備されることとなり、駅名は一般公募により「さつき野」に決定した。
その後、西口側の地名は「北上」から、住居表示の実施により「さつき野町」に変更された。その後も周辺では土地区画整理が進捗し、2003年（平成15年）に「さつき野町」などが「さつき野（一 - 三丁目）」となり、さらに2014年（平成26年）10月14日には「四丁目」の住居表示が実施され、町域は南側の国道460号付近にまで拡大している。

## 駅構造
相対式ホーム2面2線を有する地上駅で、橋上駅舎を有する。
新津駅が管理するJR東日本新潟シティクリエイト（JENIC）が受託する業務委託駅である。駅員が配置されるのは午前中の短時間のみで、その他の時間帯は無人となる。2階コンコースには有人改札口、自動券売機、屋内待合室、自動改札機などが設置されており、化粧室は1番線のホーム上に設置されている。
駅の所在地は軟弱地盤のため、地盤補強と工期短縮を目的に、プラットホーム地下部の一部には発泡スチロールが埋設されている。

### のりば
| 番線 | 路線      | 方向 | 行先           |
| ---- | --------- | ---- | -------------- |
| 1    | ■信越本線 | 上り | 新津・長岡方面 |
| 2    | ■信越本線 | 下り | 新潟方面       |

付記事項
- 自由通路（さつき野駅東西自由通路）は新潟市と秋葉区の建設課が管理している。
- 改札内・自由通路ともにエレベーターは設置されていないほか、改札外に化粧室は設置されていない。

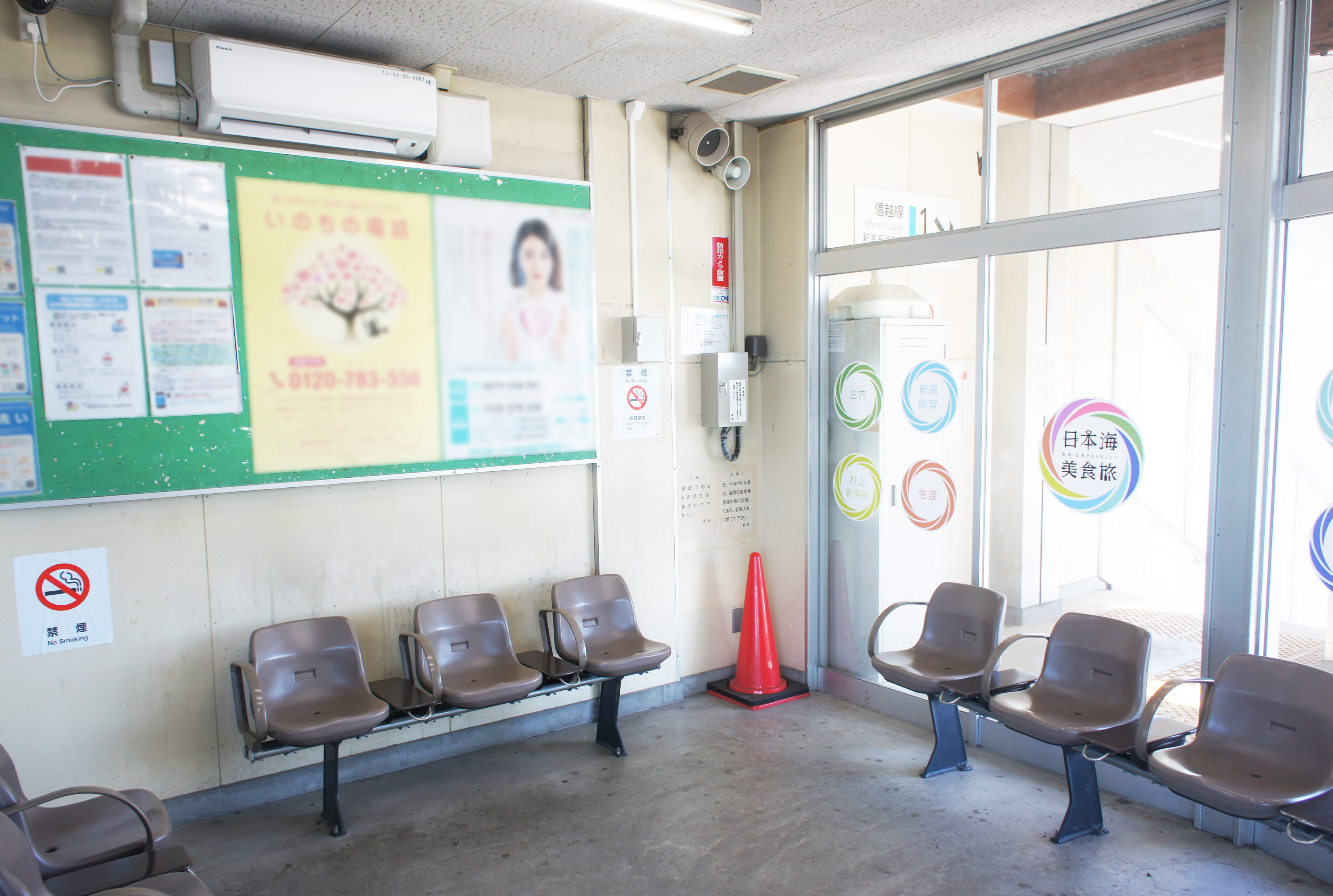
待合室（2021年9月）
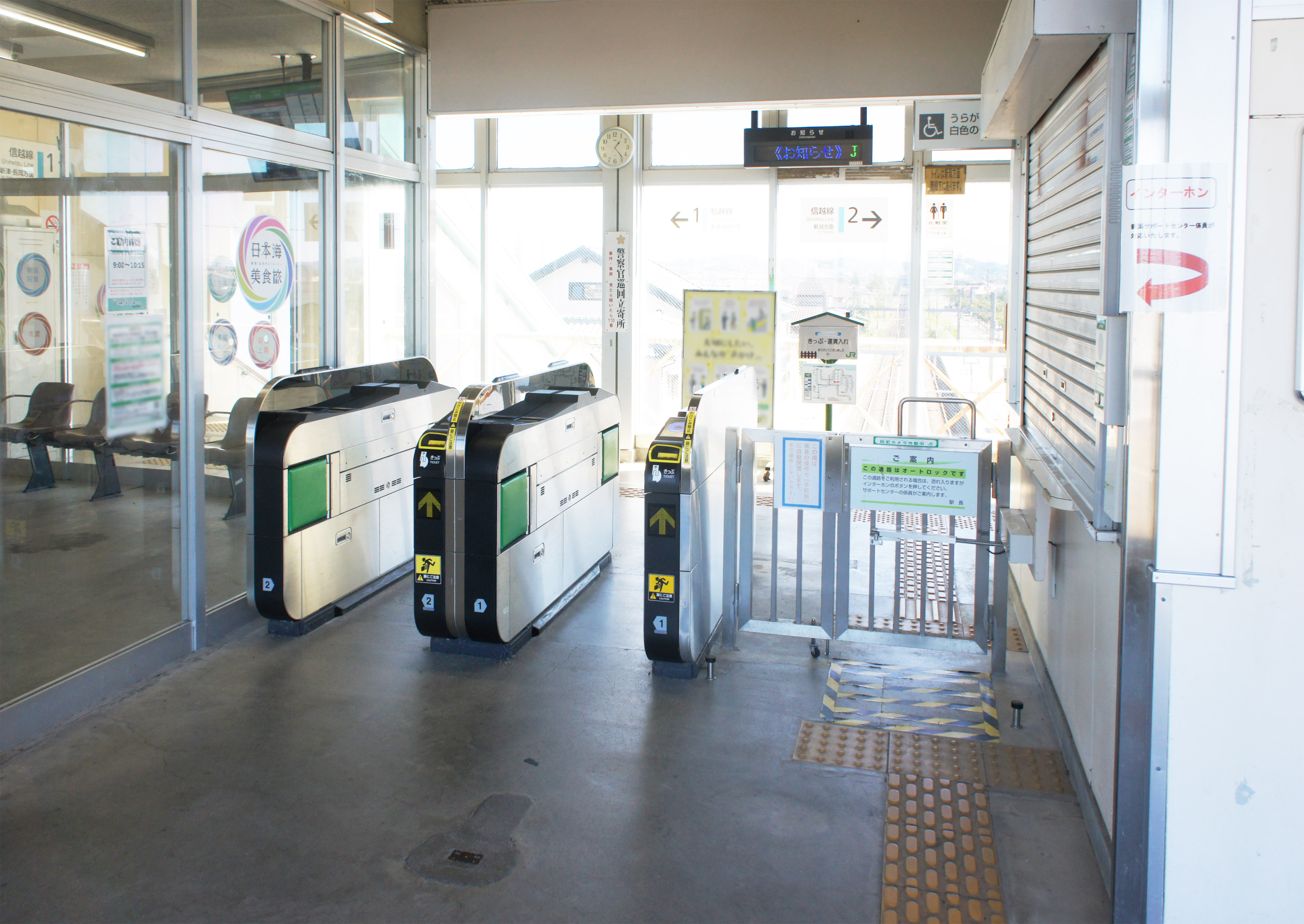
改札口（2021年9月）
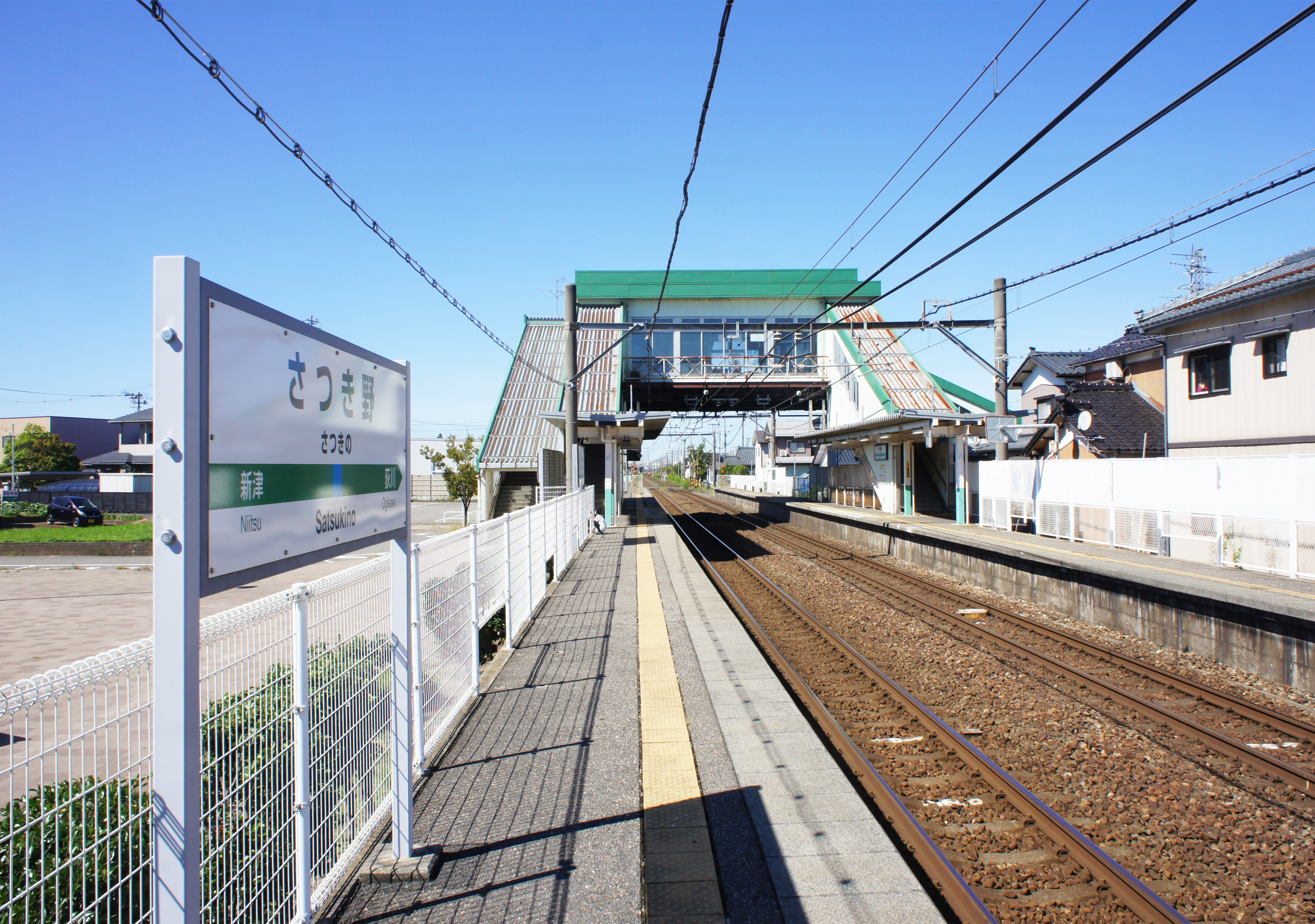
ホーム（2021年9月）

## 利用状況
JR東日本によると、2023年度（令和5年度）の1日平均乗車人員は860人である。
2004年度（平成16年度）以降の推移は以下のとおりである。
| 1日平均乗車人員推移 | 1日平均乗車人員推移 | 1日平均乗車人員推移 | 1日平均乗車人員推移 | 1日平均乗車人員推移 |
| 年度                | 定期外              | 定期                | 合計                | 出典                |
| ------------------- | ------------------- | ------------------- | ------------------- | ------------------- |
| 2004年（平成16年）  |                     |                     | 808                 | [ 利用客数 2 ]      |
| 2005年（平成17年）  |                     |                     | 828                 | [ 利用客数 3 ]      |
| 2006年（平成18年）  |                     |                     | 829                 | [ 利用客数 4 ]      |
| 2007年（平成19年）  |                     |                     | 844                 | [ 利用客数 5 ]      |
| 2008年（平成20年）  |                     |                     | 866                 | [ 利用客数 6 ]      |
| 2009年（平成21年）  |                     |                     | 850                 | [ 利用客数 7 ]      |
| 2010年（平成22年）  |                     |                     | 882                 | [ 利用客数 8 ]      |
| 2011年（平成23年）  |                     |                     | 881                 | [ 利用客数 9 ]      |
| 2012年（平成24年）  | 205                 | 669                 | 874                 | [ 利用客数 10 ]     |
| 2013年（平成25年）  | 208                 | 721                 | 929                 | [ 利用客数 11 ]     |
| 2014年（平成26年）  | 207                 | 727                 | 934                 | [ 利用客数 12 ]     |
| 2015年（平成27年）  | 222                 | 756                 | 978                 | [ 利用客数 13 ]     |
| 2016年（平成28年）  | 221                 | 750                 | 971                 | [ 利用客数 14 ]     |
| 2017年（平成29年）  | 226                 | 760                 | 987                 | [ 利用客数 15 ]     |
| 2018年（平成30年）  | 228                 | 741                 | 969                 | [ 利用客数 16 ]     |
| 2019年（令和元年）  | 217                 | 743                 | 960                 | [ 利用客数 17 ]     |
| 2020年（令和02年）  | 137                 | 662                 | 800                 | [ 利用客数 18 ]     |
| 2021年（令和03年）  | 134                 | 678                 | 813                 | [ 利用客数 19 ]     |
| 2022年（令和04年）  | 158                 | 673                 | 832                 | [ 利用客数 20 ]     |
| 2023年（令和05年）  | 180                 | 679                 | 860                 | [ 利用客数 1 ]      |

## 駅周辺
東口側は1970年代から、一方の西口側は1980年代後半から住宅地として開発が進捗した。新興住宅地に面する西口側には駅前広場が整備され、ロータリーが設けられている。

### 西口
- ウエルシア新潟さつき野店

### 東口
- 新津川口簡易郵便局

## バス路線
2019年（令和元年）6月現在では、西口側から、新潟市南区で運行している区バス「レインボーバス」が発着する。バス停は西口のロータリー付近に設置されている。土休日と年末年始は全便運休となる。
- ■ 【レインボーバス】白根・さつき野駅ルート
  - 南区役所行き、白根カルチャーセンター行き

## 隣の駅
東日本旅客鉄道（JR東日本）
■信越本線
■快速
通過
■普通
新津駅 - さつき野駅 - 荻川駅

### 記事本文
1. 1 2 3 4 5 6 7  『週刊 JR全駅・全車両基地』 14号 長野駅・新津駅・高田駅ほか、朝日新聞出版〈週刊朝日百科〉、2012年11月11日、25頁。
2. ↑  広報にいつ 第679号 1991年4月1日 p.1 さつき野駅オープン - 新津市
3. ↑  『2006年1月21日（土）新潟エリアSuicaデビュー!』（PDF）（プレスリリース）東日本旅客鉄道新潟支社、2005年9月21日。オリジナルの2006年1月5日時点におけるアーカイブ。2021年1月8日閲覧。
4. ↑  広報にいつ 第677号 1991年3月1日 p.5 さつき野駅が3月16日開業に - 新津市
5. ↑  広報にいつ 第659号 1990年6月1日 p.2 北上の新駅の名称が「さつき野」駅に決定 - 新津市
6. ↑  広報にいつ 第952号 2003年4月1日 p.11 さつき野町・大字北上で字変更と住居表示を実施 - 新津市
7. 1 2  “JR東日本：駅構内図・バリアフリー情報（さつき野駅）”.   東日本旅客鉄道. 2025年4月25日閲覧。

### 利用状況
1. 1 2  “各駅の乗車人員（2023年度）”.   東日本旅客鉄道. 2024年7月21日閲覧。
2. ↑  “各駅の乗車人員（2004年度）”.   東日本旅客鉄道. 2019年4月5日閲覧。
3. ↑  “各駅の乗車人員（2005年度）”.   東日本旅客鉄道. 2019年4月5日閲覧。
4. ↑  “各駅の乗車人員（2006年度）”.   東日本旅客鉄道. 2019年4月5日閲覧。
5. ↑  “各駅の乗車人員（2007年度）”.   東日本旅客鉄道. 2019年4月5日閲覧。
6. ↑  “各駅の乗車人員（2008年度）”.   東日本旅客鉄道. 2019年4月5日閲覧。
7. ↑  “各駅の乗車人員（2009年度）”.   東日本旅客鉄道. 2019年4月5日閲覧。
8. ↑  “各駅の乗車人員（2010年度）”.   東日本旅客鉄道. 2019年4月5日閲覧。
9. ↑  “各駅の乗車人員（2011年度）”.   東日本旅客鉄道. 2019年4月5日閲覧。
10. ↑  “各駅の乗車人員（2012年度）”.   東日本旅客鉄道. 2019年4月5日閲覧。
11. ↑  “各駅の乗車人員（2013年度）”.   東日本旅客鉄道. 2019年4月5日閲覧。
12. ↑  “各駅の乗車人員（2014年度）”.   東日本旅客鉄道. 2019年4月5日閲覧。
13. ↑  “各駅の乗車人員（2015年度）”.   東日本旅客鉄道. 2019年4月5日閲覧。
14. ↑  “各駅の乗車人員（2016年度）”.   東日本旅客鉄道. 2019年4月5日閲覧。
15. ↑  “各駅の乗車人員（2017年度）”.   東日本旅客鉄道. 2019年4月5日閲覧。
16. ↑  “各駅の乗車人員（2018年度）”.   東日本旅客鉄道. 2019年7月16日閲覧。
17. ↑  “各駅の乗車人員（2019年度）”.   東日本旅客鉄道. 2020年7月13日閲覧。
18. ↑  “各駅の乗車人員（2020年度）”.   東日本旅客鉄道. 2021年7月25日閲覧。
19. ↑  “各駅の乗車人員（2021年度）”.   東日本旅客鉄道. 2022年8月8日閲覧。
20. ↑  “各駅の乗車人員（2022年度）”.   東日本旅客鉄道. 2023年7月12日閲覧。